# سيبوترامين
سيبوترامين (بالإنجليزية: Sibutramine)‏ مشهور باسمه التجاري MERIDIA أو (ريداكت REDACT)هو عقار طبي مستخدم في المساعدة على إنقاص الوزن، يعمل من خلال تأثيره المحفز على مستقبلات الدوبامين داخل الجهاز العصبي المركزي وخارجه. يقوم يتثبيط الإحساس بالجوع لدى المتداوي من خلال تأثيره المثبط وغير المباشر على جهاز التحفيز الحول سيمباثاوي. وارتبط استخدامة بارتفاع في امراض القلب والسكتات الدماغية وتم سحبه من السوق في الولايات المتحدة، والمملكة المتحدة، والاتحاد الأوروبي، أستراليا، كندا، هونغ كونغ، تايلاند، والمكسيك، ومؤخرا في الهند في أعقاب قرار لجنة الخبراء المعنية آثاره على نظام الدورة الدموية (SCOUT report).

## طريقة عمله
يعمل سيبوترامين من خلال تأثيره المانع لإعادة امتصاص النواقل العصبية. يقوم بخفض نسبة امتصاص الدوبامين والنورإبينفرين والسيراتونين مما يؤدي إلى زيادة كمية النواقل العصبية الموجودة داخل الجهاز العصبي المركزي وخارجه. يقوم يتثبيط الإحساس بالجوع لدى المتداوي والإحساس بالشبع من خلال تأثيره غير المباشر على جهاز التحفيز السيمباثاوي. كما يرفع بشكل طفيف معدل عمليات الأيض داخل الجسم البشري. بالرغم من تأثيره على السيراتونين لا يحمل عقار سيبوترامين أي تأثير مضاد للاكتئاب.

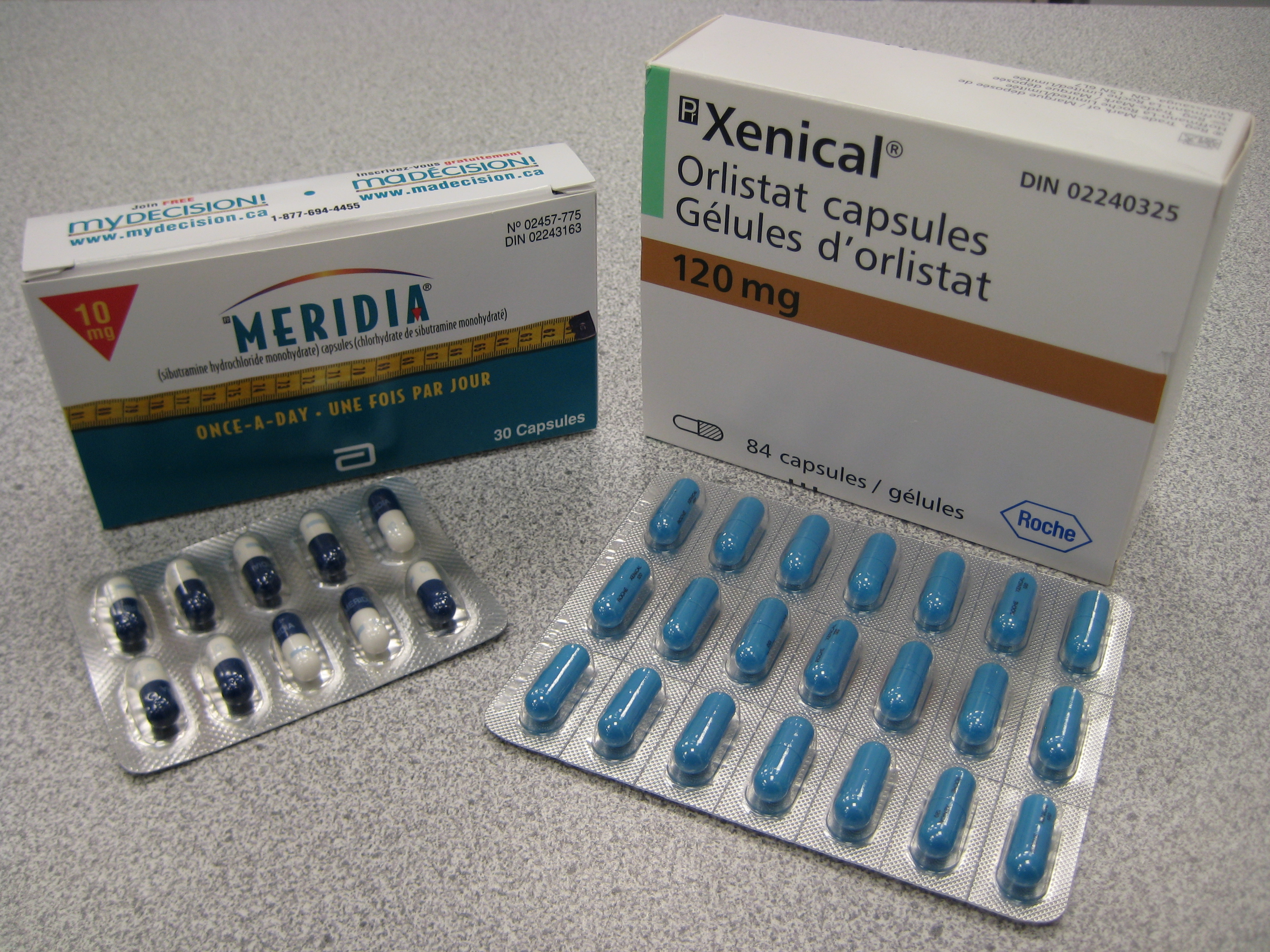
صورة لإثنين من أدوية التخسيس هما أورليستات (Xenical) وسيبوترامين (Meridia).

## موانع الاستعمال
- الحالات والأمراض النفسينة كالشيزوفرينيا والاكتئاب وجنون العظمة.
- أمراض فقدان الشهية أو النهم العصبية.
- حالات الإدمان على الكحول أو المخدرات أو المواد المنشطة (الأمفيتامن).
- حالات ارتفاع ضغط الدم الغير منضبطة.
- كل من هم دون ال18 من العمر.
- كل من لديه تاريخ مرضي بارتفاع ضغط الدم الشرياني الرئوي.
- امراض عدم انتظام دقات القلب وخلل أو تشوهات الصمامات القلبية وهبوط عمل العضلة القلبية.
- حالات فرط نشاط الغدة الدرقية.
- حالات تضخم البروستات أو الاحتباس البولي.
- حالات الصرع.
- أثناء الحمل أو الإرضاع.

## أعراض جانبية
نظراً لتأثيراته على مستقبلات الدوبامين والاسيتالكولين، فإن عقار سيبوترامين بسبب مجموعة أعراض متعلقة بتأثيره غير المباشر على جهاز التحفيز الحول سيمباثاوي. هذه الأعراض تشتمل على جفاف الفم والحلق والأرق الليلي ورعشة اليد والإمساك.

## مضاعفات صحية
يؤدي استخدام العقار إلى ارتفاع ملاحظ في مستوى التوتر الشرياني ضغط الدم وخصوصاً لدى النساء في الفئة العمرية ما بين 40 و50 سنة. كما أدى في بعض الحالات إلى ارنفاع التوتر الشرياني الرئوي والإصابة باستسقاءات رئوية. مماقد يؤدي إلى هبوط في عمل العضلة القلبية والوفاة في بعض الحالات.
قد يحدث مع تناول السيبوترامين عرض نادر ولكنه خطير على الحياة يُدعى «تناذر السيريتونين serotonin syndrome» ، يتصف بشعور المريض بالضعف، وعدم الارتياح، والتشوش، وارتفاع الحرارة، والإقياء، والتعرق، والرجفان، وتسرع في ضربات القلب، وفقدان الوعي.
تتسبب بعض الأدوية التي تُساعد على خفض الوزن بحالة نادرة إلاّ أنها تهدد الحياة حيث قد يحدث ارتفاع في ضغط الدم الرئوي، ولكون هذا العرض نادر جداً ولم يُعرف فيما إذا كان السيبوترامين من بين الأدوية التي تسببه، لذا إذا شعر المريض بضيق أو ضعف في التنفس وجب عليه مراجعة الطبيب فوراً.